# Polichni
Polichni (griechisch Πολίχνη [pɔˈlixni] (f. sg.)) ist de facto ein Stadtteil Thessalonikis, bildet allerdings de jure einen Gemeindebezirk der Gemeinde Pavlos Melas in der Region Zentralmakedonien, Griechenland. Polichni bedeutet ‚kleine Stadt‘.

## Geographie und Verkehr
Polichni befindet sich im Norden der Stadt Thessaloniki. Im Norden grenzt Polichni an den Gemeindebezirk Efkarpia, im Westen an Stavroupoli, im Süden an die Gemeinde Neapoli-Sykies. Der nördliche Teil des Gemeindebezirks bis zum Innenring Thessalonikis wird von der ehemaligen Kaserne Karatasiou eingenommen. Die nördliche Spitze des Gebiets beherbergt zwei Stadien (Karatasiou und Makedonikou). Der Innenring Thessalonikis umfährt Polichni in einem Schwenk nach Südosten.

## Geschichte
Bis 1913 hieß das Gebiet Karaisin (Καράισιν) und wurde von Walachen bewohnt. 1912 siedelten sich Familien aus Kars und Tiflis erstmals im Bereich der heutigen Stadt Polichni an. 1917 wurde nach dem Großbrand von Thessaloniki, der einen Großteil des Stadtzentrums zerstörte, die Siedlung Karaisin neu geplant und gebaut. Bauherren und Planer waren Teile der jüdischen Bevölkerung Thessalonikis, welche durch den Großbrand obdachlos geworden waren. 1922 trafen rund tausend Flüchtlinge aus Kleinasien, dem Kaukasus und von der südlichen Schwarzmeerküste nach der griechischen Niederlage im Griechisch-Türkischen Krieg (1919–1923) ein. 1929 wurde das Siedlungsgebiet Karaisin in Polichni umbenannt, 1930 die Kirche des heiligen Pandeleimonas als religiöses Zentrum des Siedlungsgebietes errichtet. Polichni wurde 1935 zur eigenständigen Landgemeinde (kinotita). 1947 stieg die Einwohnerzahl Polichnis durch die innergriechische Wanderung infolge des griechischen Bürgerkriegs. 1972 erhielt Polichni die Bezeichnung Stadtgemeinde (dimos), im Groben vergleichbar mit der Verleihung der Stadtrechte in Deutschland. Mit der Verwaltungsreform 2010 wurde Polichnic mit den Nachbargemeinden Efkarpia und Stavroupoli zur neuen Gemeinde Pavlos Melas, vereinigt, wo es seither einen Gemeindebezirk bildet.
70 Prozent der Grundfläche von 7,325 km² Polichnis sind städtisch bebaut. Auf dieser Fläche lebten bei der letzten Volkszählung 2011 39.332 Menschen.